# Zamia amplifolia
Zamia amplifolia — вид голонасінних рослин класу Саговникоподібні (Cycadopsida).
Етимологія: епітет призначений для позначення дуже великих листових фрагментів.

## Опис
Стовбур деревовидий, до 2,5 м заввишки. Листків 3–6, вони 1–2 м завдовжки; черешок 0.5–1 м завдовжки; хребет з 6–10 парами листових фрагментів, іноді з кількома колючками в нижній третині. Листові фрагменти еліптичні, рифлені між жилками на верхній поверхні, клиноподібні біля основи, загострені на вершині, краї цілі, серединні — завдовжки 30–50 см, шириною 12–15 см. Пилкові шишки від кремових до жовтувато-коричневих, від циліндричних до подовжено-циліндричних, завдовжки 8–12 см, 1–2 см діаметром. Насіннєві шишки коричневі, короткі черешчаті, від циліндричних до яйцеподібно-циліндричних, 20–40(50) см завдовжки, 8–12 см діаметром. Насіння червоне, яйцевиде, 1,5–2,5 см діаметром. 2n = 18.

## Поширення, екологія
Країни зростання: Колумбія (материк). Цей вид росте в низинах і горах в тінистому підліску дощових лісів.

## Загрози та охорона
Цей вид було порушено руйнуванням місця існування в результаті очищення, щоб звільнити місце для плантацій кави.